# Новонадеждино (Башкортостан)

Флаг Новонадеждинского Сельсовета

Новонадеждино (баш. Яңы Надеждин) — село в Благовещенском районе Республики Башкортостан Российской Федерации. Центр Новонадеждинского сельсовета.

## География

### Географическое положение
Расстояние до:
- районного центра (Благовещенск): 20 км,
- ближайшей ж/д станции (Загородная): 41 км.

## История
Ново-Надеждинский починок
Был основан в 1897 году переселенцами из Вятской и Уфимской губерний. Крестьяне купили землю у Дашкова при содействии Крестьянского  поземельного банка. Первоначально в починке была 32 двора и 171 человек . Сначала починок (самый северный населенный пункт Благовещенской волости) входил в приход села Языково, затем в приход села Кузнецовское. В начале XX века в Ново-Надеждинским починке была отмечена бакалейная лавка. Среди крестьян починка были носители следующих фамилий: Багаев, Бажин, Дудочкин, Жуков,  Кислицын, Коровин, Костяев, Кроков, Одинцов, Огарков, Плюснин, Попков, Сорокин, Сотников, Старшов, Тихомиров, Трегубов, Шабалин, Шадрин, Шестаков и другие. 
В 1910 году открылась земская одноклассная школа с трехлетнем сроком обучения. 
В 1911 году было образовано Ново-Надеждинское сельское общество. 
в 1912 году насчитывалось 102 хозяйства (из них 13 безземельных) и 654 крестьянина.
В 1917 году насчитывалось 107 домохозяйств и 708 человек, включая несколько семей русских беженцев.
С советских времен Новонадеждино является центром одноименного сельсовета. Во время коллективизации в селе был организован колхоз "Крестьянка", переименованный в 1935 году, в колхоз имени Быкина, а в следующем году - в колхоз "Красный Луч". Также в селе была организована  кустарная промысловая артель. "Просвет". В 1950-е годы в Новонадеждино был колхоз имени Карла Маркса. В 1957-1965 годах Новонадеждино входило в состав большого Степановского совхоза, затем после его разукрупнения стало центром Надеждинского совхоза. По разделу Надеждинскому совхозу досталось 12 тракторов, 19 комбайнов, 18 автомашин. За совхозом было закреплено 11347 гектаров земли. Директором этого совхоза в 1965-1975 годы был Губайдулла Мирсаитович Фатыхов. В период брежневского "застоя" в селе были построены шесть двухэтажных 16-квартирных домов, здания средней школы и детского сада, сельский дом скультуры. В постсоветское время совхоз был преобразован в СХК "Надеждинский", на базе которого в декабре  2000 года был создан сельскохозяйственный кооператив "Нива". Любопытное обстоятельство: в Новонадеждино никогда не было православного храма, но в наше время имеется мечеть. 

## Население
| 2002 | 2009 | 2010 |
| ---- | ---- | ---- |
| 762  | ↗808 | ↘770 |

Согласно переписи 2002 года, преобладающие национальности — русские (53 %), башкиры (26 %).
Динамика населения:  в 1939 году в селе насчитывалось 829 человек, в 1959 - 491, в 1969 - 703, в 1989 - 768. Перепись 2010 зафиксировала в Новонадеждино  770 постоянных жителей.

## Религия
В селе есть мечеть.